# Tipula (Microtipula) horribilis
Tipula (Microtipula) horribilis is een tweevleugelige uit de familie langpootmuggen (Tipulidae). De soort komt voor in het Neotropisch gebied.